# Evžen
Evžen, resp. Eugen je mužské jméno řeckého původu a znamená urozený. Vzniklo z řeckého slova eugénes. Podle českého občanského kalendáře připadá jeho svátek na 10. listopad.

## Statistické údaje

### Pro jméno Evžen
Následující tabulka uvádí četnost jména v ČR a pořadí mezi mužskými jmény ve srovnání dvou roků, pro které jsou dostupné údaje MV ČR – lze z ní tedy vysledovat trend v užívání tohoto jména:
| Rok       | Četnost    | Pořadí   |
| 1999      | 4255       | 89.      |
| 2002      | 4119       | 91.      |
| Porovnání | o 136 méně | o 2 hůře |
| 2006      | 3817       | 101.     |

Změna procentního zastoupení tohoto jména mezi žijícími muži v ČR (tj. procentní změna se započítáním celkového úbytku mužů v ČR za sledované tři roky 1999-2002) je -2,5%.

### Pro jméno Eugen
| Rok       | Četnost   | Pořadí   |
| 1999      | 667       | 187.     |
| 2002      | 629       | 192.     |
| Porovnání | o 38 méně | o 5 hůře |
| 2006      | 590       | 228.     |

Změna procentního zastoupení tohoto jména mezi žijícími muži v ČR (tj. procentní změna se započítáním celkového úbytku mužů v ČR za sledované tři roky 1999-2002) je -5,0%, což svědčí o značném poklesu obliby tohoto jména.

## Evžen v cizích jazycích
- Latinsky: Eugenius
- Slovensky, rumunsky, norsky, německy, švédsky: Eugen
- Polsky: Eugeniusz
- Ukrajinsky: Jevhen, familiérně Žéňa
- Rusky: Jevgenij, familiérně Žéňa
- Maďarsky: Eugén nebo Jenö
- Italsky: Eugenio
- Španělsky, portugalsky, francouzsky: Eugéne
- Anglicky: Eugene, familiérně Gene

## Slavní Evženové

### Svatí a papežové
- sv. Evžen I. – papež
- Evžen II. – papež
- sv. Evžen II. z Toleda – arcibiskup
- sv. Evžen III. – papež
- Evžen IV. – papež
- sv. Evžen Bolz

### Ostatní
- Eugène Atget – francouzský fotograf
- Eugène Boudin – francouzský malíř
- Eugenio Calabi – italský matematik
- Eugénio de Castro – portugalský spisovatel, básník a dramatik
- Eugene Cernan – americký astronaut
- Eugène Delacroix – francouzský malíř
- Eugen Johann Christoph Esper – německý entomolog, botanik a patolog
- Eugen Hultzsch – německý jazykovědec, odborník na sanskrt
- Jevgenij Chrunov – sovětský kosmonaut
- Eugeniusz Iwanicki – polský spisovatel a satirik
- Eugen Jegorov – český hudebník a herec
- Jevgenij Kafelnikov – ruský tenista
- Evžen Krabs – majitel restaurace Křupavý Krab
- Eugene Levy – kanadský herec, režisér, producent, hudebník a spisovatel
- Jevgenij Malkin – ruský hokejista
- Eugenio Montale – italský básník
- Jevgenij Nabokov – ruský hokejista
- Eugene O'Neill – americký dramatik
- Jevgenij Pljuščenko – ruský krasobruslař
- Evžen Rošický – atlet a novinář
- Evžen Savojský – vojevůdce
- Evžen Snítilý – český politik
- Evžen Sokolovský – český režisér
- Eugène Sue – francouzský novinář a prozaik
- Eugen Suchoň – slovenský skladatel
- Evžen Tošenovský – český politik
- Eugène Turpin (1848–1927) – francouzský chemik
- Eugène François Vidocq – francouzský zločinec a kriminalista
- Eugène Viollet-le-Duc – francouzský architekt
- Eugenius Warming – dánský botanik
- Eugen Wüster – rakouský jazykovědec
- Evžen Zámečník – český houslista a hudební skladatel
- Jevgenij Zamjatin – ruský spisovatel
- Gene Hackman – americký herec
- Evžen Korec – český developer a majitel Zoo Tábor